# Dunstable Town FC
Dunstable Town FC (celým názvem: Dunstable Town Football Club) je anglický fotbalový klub, který sídlí ve městě Dunstable v nemetropolitním hrabství Bedfordshire. Založen byl v roce 1883. Od sezóny 2018/19 hraje v Southern Football League Division One Central (8. nejvyšší soutěž). Klubové barvy jsou modrá a bílá.
Své domácí zápasy odehrává na stadionu Creasey Park s kapacitou 3 500 diváků.

## Historické názvy
Zdroj: 
- 1883 – Dunstable Town FC (Dunstable Town Football Club)
- 1975 – zánik
- 1975 – obnovena činnost pod názvem Dunstable FC (Dunstable Football Club)
- 1994 – zánik
- 1998 – obnovena činnost pod názvem Dunstable Town FC (Dunstable Town Football Club)

## Získané trofeje
- Bedfordshire Senior Cup ( 12× )
  - 1895/96, 1956/57, 1959/60, 1979/80, 1982/83, 1985/86, 1986/87, 1987/88, 1988/89, 2002/03, 2006/07, 2008/09

## Úspěchy v domácích pohárech
Zdroj: 
- FA Cup
  - 1. kolo: 1956/57
- FA Trophy
  - 1. kolo: 2004/05
- FA Vase
  - 5. kolo: 2010/11

## Umístění v jednotlivých sezonách
Stručný přehled
Zdroj: 
- 1950–1959: Metropolitan & District League
- 1959–1961: Metropolitan League
- 1961–1963: United Counties League (Division One)
- 1964–1965: Metropolitan League
- 1965–1971: Southern Football League (Division One)
- 1971–1972: Southern Football League (Division One North)
- 1972–1973: Southern Football League (Division One South)
- 1973–1975: Southern Football League (Division One North)
- 1975–1976: Southern Football League (Premier Division)
- 1976–1978: Southern Football League (Division One North)
- 1978–1979: Southern Football League (Division One South)
- 1979–1994: Southern Football League (Southern Division)
- 1998–2000: Spartan South Midlands League (Division One)
- 2000–2001: Spartan South Midlands League (Senior Division)
- 2001–2003: Spartan South Midlands League (Premier Division)
- 2003–2004: Isthmian League (Division One North)
- 2004–2005: Southern Football League (Premier Division)
- 2005–2006: Southern Football League (Western Division)
- 2006–2009: Southern Football League (Division One Midlands)
- 2009–2013: Spartan South Midlands League (Premier Division)
- 2013–2014: Southern Football League (Division One Central)
- 2014–2018: Southern Football League (Premier Division)
- 2018– : Southern Football League (Division One Central)

Jednotlivé ročníky
Zdroj: 
Legenda: Z – zápasy, V – výhry, R – remízy, P – porážky, VG – vstřelené góly, OG – obdržené góly, +/- – rozdíl skóre, B – body, červené podbarvení – sestup, zelené podbarvení – postup, fialové podbarvení – reorganizace, změna skupiny či soutěže
| Sezóny  | Liga                                             | Úroveň | Z  | V  | R  | P  | VG  | OG  | +/-  | B   | Pozice |
| ------- | ------------------------------------------------ | ------ | -- | -- | -- | -- | --- | --- | ---- | --- | ------ |
| 2009/10 | Spartan South Midlands League (Premier Division) | 9      | 42 | 22 | 6  | 14 | 90  | 58  | +32  | 72  | 7.     |
| 2010/11 | Spartan South Midlands League (Premier Division) | 9      | 44 | 22 | 4  | 18 | 82  | 75  | +7   | 70  | 7.     |
| 2011/12 | Spartan South Midlands League (Premier Division) | 9      | 42 | 31 | 6  | 5  | 132 | 51  | +81  | 99  | 2.     |
| 2012/13 | Spartan South Midlands League (Premier Division) | 9      | 42 | 36 | 6  | 0  | 143 | 33  | +110 | 114 | 1.     |
| 2013/14 | Southern Football League (Division One Central)  | 8      | 42 | 28 | 6  | 8  | 94  | 44  | +50  | 90  | 1.     |
| 2014/15 | Southern Football League (Premier Division)      | 7      | 44 | 16 | 9  | 19 | 71  | 78  | -7   | 57  | 14.    |
| 2015/16 | Southern Football League (Premier Division)      | 7      | 46 | 17 | 11 | 18 | 68  | 68  | 0    | 62  | 12.    |
| 2016/17 | Southern Football League (Premier Division)      | 7      | 46 | 16 | 6  | 24 | 46  | 65  | -19  | 54  | 16.    |
| 2017/18 | Southern Football League (Premier Division)      | 7      | 46 | 4  | 5  | 37 | 27  | 137 | -110 | 17  | 24.    |
| 2018/19 | Southern Football League (Division One Central)  | 8      | 38 |    |    |    |     |     |      |     |        |